# 王哲荣
王哲荣（1935年10月5日—2022年5月31日），河北高阳人，坦克车辆设计专家，中国工程院院士。

## 履历[2]
- 1962年，于哈尔滨军事工程学院毕业。
- 1986年，任99式主战坦克副总设计师兼总体组长。
- 2001年，当选中国工程院院士。